# Dustforce
Dustforce est un jeu vidéo indépendant de plates-formes développé par Hitbox Team, sorti en janvier 2012 pour Microsoft Windows, et Mac OS X via Steam en mai 2012, et sur Linux dans le Humble Indie Bundle 6 en septembre 2012. Les versions PlayStation 3, PlayStation Vita et Xbox 360 voient le jour en 2014, lesquelles sont éditées par Capcom.

## Développement
Dustforce est développé par Hitbox Team, un studio de développement australien et indépendant, qui concrétise alors son premier jeu. L'équipe se compose de quatre personnes.